# Joe Nay
Johannes „Joe“ Nay (* 10. Mai 1934 in Berlin; † 22. Dezember 1990 in der Nähe von München) war ein deutscher Jazzmusiker, Komponist und Schlagzeuger.

## Leben und Wirken
Nachdem Nay am Berliner Konservatorium Gitarre studiert hatte, wechselte er 1958 das Instrument; bei einem mehrmonatigen Aufenthalt in Paris wurde er Schlagzeug-Schüler von Kenny Clarke. Zwischen 1961 und 1963 spielte er im Quintett von Michael Naura und entwickelte sich neben Hartwig Bartz, Ralf Hübner und Klaus Weiss zu einem der wichtigsten deutschen Jazz-Schlagzeuger. Michael Naura hat ihn als „perfekten Einheizer“ und als „Herzschlag des Quintetts“ apostrophiert.
Zusammen mit dem Pianisten Jan Huydts und dem Bassisten Peter Trunk bildete er ab 1963 die Hausrhythmusgruppe im Berliner Jazzkeller Blue Note. Dieses Trio begleitete mit großem Erfolg amerikanische Stars wie Roland Kirk, Don Byas, Dexter Gordon und Johnny Griffin. Dann arbeitete er in Wien und München mit Kosta Lukács.
Nach einem Zwischenspiel in Dusko Goykovichs International Quintet gründete Nay 1972 in München die Gruppe Space Rangers Orbit Company, um dann mit Volker Kriegel zu arbeiten. Später spielte er mit Randy Brecker, Leszek Zadlo und Jasper van’t Hof zusammen. Zu seinen Northern Lights am Ende der 1970er gehörten Johannes Faber, Andy Scherrer, Harry Pepl, Christoph Spendel und Adelhard Roidinger. In den achtziger Jahren leitete er die Gruppe Message, in der Musiker wie Harry Sokal und Paul Grabowsky spielten. Insgesamt hat er an über 80 LP- oder CD-Aufnahmen mitgewirkt.
Er starb an den Folgen eines Autounfalls.
Sein Sohn Sebastian Nay (* 1966; † 2023) war ebenfalls Jazz-Schlagzeuger.

## Diskographische Hinweise
Aufnahmen unter eigenem Namen
- Dusko Goykovich, Tete Montoliu, Rob Langereis, Joe Nay: After Hours (1971)
- Message (1986)
- Dick Heckstall-Smith, John Etheridge, Rainer Glas, Joe Nay: Live 1990 (1991)
- Fritz Pauer • Joe Nay The Rambler (2000)

Aufnahmen als Begleitmusiker
- Barbara Dennerlein: Be-Bab, 1985
- Wilton Gaynair: Alpharian, 1982
- Dusko Goykovich: It's About Blues Time, 1971
- Dusko Goykovich: After Hours, 1971
- Johnny Griffin: Body & Soul, 1990
- Jan Huydts: Trio Conception, 1963
- Carmell Jones: Carmell Jones in Europe, 1969
- Volker Kriegel: Mild Maniac, 1974
- Volker Kriegel: Topical Harvest, 1975
- Volker Kriegel: Biton Grooves, 1976, ed. 2019
- Tete Montoliu: Body and Soul, 1971
- Tete Montoliu: It's About Blues Time, 1971
- Tete Montoliu: Recordando a Line, 1971
- Michael Naura: Michael Naura Quintet, 1963
- Michael Naura: Call, 1970
- Michael Naura: Rainbow Runner, 1973
- Fritz Pauer: Beat the Beat, 1966
- Dieter Reith: Join Us, 1978
- Annie Ross & Pony Poindexter: Annie Ross and Pony Poindexter, 1966
- Kristian Schultze: Recreation, 1972
- Peter Trunk: Sincerely P. T., 1973
- Utopia: Utopia, 1973 (mit Jimmy Jackson, Kristian Schultze, Olaf Kübler, Lothar Meid und weiteren Amon-Düül-II-Musikern)